# Mycroft Holmes
Mycroft Holmes is een personage uit de Sherlock Holmes-verhalen geschreven door Arthur Conan Doyle. Hij is de zeven jaar oudere broer van Sherlock Holmes.

## Profiel
Volgens Sherlock Holmes beschikt Mycroft net als hij over de gave om deductief conclusies te trekken uit kleine aanwijzingen. Hij schijnt hier zelfs beter in te zijn dan Sherlock. Hij gebruikt zijn gave echter nooit optimaal, en mist het doorzettingsvermogen om zelf een zaak op te lossen. Derhalve is hij geen detective. In het verhaal "The Adventure of the Greek Interpreter" is te lezen dat Sherlock Mycroft een paar keer een zaak heeft aangeboden welke hij oploste zonder al te veel moeite, maar waarin hij wel steeds praktische punten over het hoofd zag. Hij trekt vaak conclusies zonder enige vorm van bewijs, en vertrouwt erop dat Sherlock met het bewijs komt dat zijn conclusie zal ondersteunen. Volgens Sherlock heeft Mycroft zo weinig interesse in het bewijzen van zijn gelijk middels fysieke inspanning, dat hij nog liever ongelijk krijgt dan deze inspanning te leveren. 
Mycroft werkt voor de Britse overheid. In geen van de verhalen van Doyle wordt duidelijk wat voor positie Mycroft precies heeft, maar volgens Sherlock is Mycroft af en toe de overheid. Hij dient blijkbaar als een soort menselijke computer. Alle departementen rapporteren aan hem.
Mycroft vertoont enkele fysieke gelijkenissen met Sherlock, maar is veel groter en dikker. 
Mycroft brengt het grootste gedeelte van zijn vrije tijd door in de mede door hem opgerichte Diogenes Club. Als huisregel moet er in de club altijd gezwegen worden, met uitzondering van een kamer voor gasten waar Sherlock Holmes Dr. Watson voorstelt aan zijn broer. Mycroft dient later als vertrouweling als Holmes naar het vasteland vlucht om aan de bende van Professor Moriarty te ontkomen. Mycroft is de enige die ervan op de hoogte is dat Holmes na de confrontatie met Moriarty zijn dood in scène heeft gezet, terwijl de dood gewaande Holmes zijn bezittingen aan Mycroft heeft nagelaten.

## Verhalen
Mycroft komt voor of wordt genoemd in vier verhalen van Doyle: "The Greek Interpreter", "The Final Problem", "The Empty House" en "The Bruce-Partington Plans".

## In andere media
Mycroft Holmes heeft meerdere malen meegespeeld in films, radioprogramma’s en televisieseries gebaseerd op Sherlock Holmes.
- In een radioserie uit de jaren 50, waarin John Gielgud de stem van Sherlock Holmes deed, vertolkte Gielguds broer, Val Gielgud, de stem van Mycroft.
- In de film The Private Life of Sherlock Holmes (1970) wordt Mycroft gespeeld door Christopher Lee. Deze versie van Mycroft lijkt echter in vrijwel niets op de Mycroft omschreven in de verhalen van Holmes.
- Charles Gray speelde het personage in de film The Seven-Per-Cent Solution uit 1976 en in vier afleveringen van de serie The Adventures of Sherlock Holmes.
- Stephen Fry speelt het personage in de film Sherlock Holmes: A Game of Shadows van Guy Ritchie.
- Rhys Ifans speelt het personage in de Amerikaanse serie “Elementary”
- Mark Gatiss speelt het personage in de britse BBC TV serie Sherlock. In deze moderne versie hebben beide broers een verhouding die gekenmerkt wordt door veel gekibbel, hoewel Mycroft wel degelijk betrokken is in Sherlocks plannen. Mycroft is in deze versie aanzienlijk slanker, behalve in de special The Abominable Bride, waarin een 19e-eeuwse versie van hem ontzettend dik en gulzig is. Later blijkt uit een familiefilm dat de moderne Mycroft in zijn jeugd ook erg dik was.
- Sam Claflin speelt het personage in de film Enola Holmes (2020). In deze film speelt hij de oudste broer van de hoofdrolspeelster Enola (gespeeld door Millie Bobby Brown) en Sherlock (gespeeld door Henry Cavill).

Het personage is eveneens vaak gebruikt in werken die niet zijn gebaseerd op de Holmes-verhalen. Zo is hij de hoofdpersoon in een reeks verhalen van de auteur Quinn Fawcett, en een regelmatig terugkerend personage in de Mary Russell-serie van Laurie R. King. In de stripserie  The League of Extraordinary Gentlemen is hij het hoofd van de Britse geheime dienst, met als codenaam "M".